# Landslaget for språklig samling
Landslaget for språklig samling (stiftet 1959) er en norsk sprogpolitisk organisation som ønsker at få et fælles skriftsprog i Norge - i form af en sammenslutning af bokmål og nynorsk til samnorsk. Organisationen søger at opnå dette mål ved at opfordre folk til at skrive så dialektnært som muligt indenfor begge målformer.
Foreningen udgiver bladet Språklig Samling fire gange om året.
Foreningen har haft en vis indflydelse i kraft af at den har haft to repræsentanter i Norsk Språkråd, én i bokmålssektionen og én i nynorsksektionen.